# Phare de Cabo de Palos
Le phare de Cabo de Palos est un phare situé au bout du cap Palos sur le territoire de la ville de Carthagène, au sud de la Mar Menor (lagune de mer salée) dans la région de Murcie en Espagne. Le phare est déclaré bien d'intérêt culturel espagnol depuis le 1er juillet 2002.
Il est géré par l'autorité portuaire de Carthagène.

## Histoire
Selon Pline l'Ancien et Avienus, dans les temps anciens, le promontoire était occupé par un temple dédié à Ba'al Hammon, connu plus tard par les Romains comme le dieu Saturne.
En 1554, en raison de l'intensité des attaques par des pirates barbaresques sur la côte méditerranéenne espagnole, le roi Charles Quint a ordonné au Conseil de Carthagène d'y construire une tour de vigilance côtière qui prit le nom de Torre de San Antonio. À l'époque du roi Philippe II, l'élaboration d'un système complet de défense côtière est entrepris sous la direction de l'architecte Vespasien Gonzague et l'ingénieur italien prestigieux Juan Bautista Antonelli, qui, au cours de l'été 1570, a visité soigneusement toute la côte du royaume de Murcie et prévu un système de défense complet de la côte espagnole. En 1578, en résultat de ce plan de défense la tour, qui avait une forme hexagonale, a été achevée et a reçu une petite unité militaire pour surveiller la côte.

## Construction du phare
En dépit d'être en bon état, en 1862 la tour de vigie a été démolie et ses pierres ont été utilisés dans la construction du phare actuel. Les travaux du nouveau phare a été achevé en 1864. Il est situé sur le plus haut point de Cabo Palos, dans la partie rocheuse du village de pêcheurs du même nom, qui commence à la station balnéaire au début du cordon littoral de La Manga del Mar Menor sur le cordon littoral. Le phare est mis en service le 31 janvier 1865, exactement le même jour que fait le phare de Portmán.
Le bâtiment de gardiennage est de forme carrée, de 20 mètres de côté, et possède de deux étages d'une hauteur de 11,5 m. La tour cylindrique, avec galerie et lanterne, est située dans le centre du bâtiment pour une hauteur de 40 m. Tout l'édifice est en pierre grise.
Le plan focal du phare est à une hauteur de 51 mètres au-dessus du sol et 81 mètres au-dessus du niveau de la mer. Il émet une lumière blanche en groupes de deux flashs toutes les 10 secondes, et a une portée nominale de nuit de 23 milles nautiques.
Ce grand phare ressemble au phare de Chipiona à Séville et au phare de Punta Carnero à Algésiras. Diverses manifestations ont eu lieu en 2015 pour marquer le 150e anniversaire du phare. En 2017 une proposition de reconvertir le bâtiment technique en hôtel et boutique de luxe a été fermement rejetée par le gouvernement provincial.
Identifiant : ARLHS : SPA019 ; ES-23800 - Amirauté : E0136.8 - NGA : 4600.
|                        |
| Phare de Cabo de Palos |

|               |
| Plan du phare |

|               |
| Cabo de Palos |